# Carin Nilsson
Carin Maria Nilsson (Stoccolma, 10 dicembre 1904 – Branchville, 20 dicembre 1999) è stata una nuotatrice svedese, specializzata nello stile libero.

## Palmarès
- Giochi olimpici

Anversa 1920: bronzo nella staffetta 4x100 metri stile libero.